# Julius Onah
Julius Onah (Makurdi, 10 de febrero de 1983) es un director de cine nigeriano-estadounidense.

## Biografía
Onah nació en Makurdi, Nigeria, en 1983. En su juventud se mudó a los Estados Unidos y allí se graduó en dirección cinematográfica en la Tisch School of the Arts. Durante su estancia en este programa de postgrado, completó su primer largometraje como tesis, The Girl Is in Trouble (2015), con Spike Lee como productor ejecutivo y con las actuaciones de Alicja Bachleda, Wilmer Valderrama, Columbus Short y Jesse Spencer.
En 2018 dirigió la película de ciencia ficción The Cloverfield Paradox y un año después la cinta de corte dramático Luce.

## Filmografía

### Cine
| Año  | Película                         | Director | Escritor | Productor |
| ---- | -------------------------------- | -------- | -------- | --------- |
| 2015 | The Girl Is in Trouble           | Sí       | Sí       | Sí        |
| 2018 | The Cloverfield Paradox          | Sí       | No       | No        |
| 2019 | Luce                             | Sí       | Sí       | Sí        |
| 2025 | Captain America: Brave New World | Sí       | No       | No        |